# Рафал Тшасковски
Рафал Казимјеж Тшасковски (пољ. Rafał Kazimierz Trzaskowski; Варшава, 17. јануар 1972) пољски је политичар. Од 22. новембра 2018. обавља функцију градоначелника Варшаве. Између 2013. и 2014. био је министар управе и дигитализације. Члан је Грађанске платформе.

## Биографија
Рођен је 17. јануара 1972. у Варшави, у тадашњој Народној Републици Пољској. Године 1996. дипломирао је међународне односе и англистику на Универзитету у Варшави. Потом је 1997. завршио европеистику на Колеџу Европе у Варшави.
Подржава европску интеграцију, увођење истополних бракова, еколошку трансформацију и веће улоге локалних самоуправа у војводствима.
Ожењен је Малгожатом, са којом има двоје деце: Александру (2004) и Станислава (2009).